# 삼일기업공사
주식회사 삼일기업공사는 서울특별시 강남구 언주로 329에 본사를 둔 건설 기업이다.

## 연혁
- 1958.02.05: 주식회사 삼일기업공사 설립
- 1965.10.01: 군납업 등록(제29호)
- 1968.04.15: 토목 건축공사업 면허 취득
- 1976.05.01 자본금 증자(50,000,000원)
- 1985.02.01: 자본금 증자(320,000,000원)
- 1985.04.05: 주택건설 사업자 등록(제85-154호)
- 1988.04.12: 전기공사업 제1종 취득(제88호)
- 1990.03.17: 자본금 증자(850,000,000원)
- 1991.03.13: 자본금 증자(1,820,000,000원)
- 1992.03.19: 자본금 증자(4,000,000,000원)
- 1992.05.15: 소방시설공사 면허취득(제91-172호)
- 1992.11.26: 장외시장(KOSDAQ)등록(제125호)
- 1993.06.14: 자본금 증자(6,200,000,000원)
- 1993.10.15: 본사사옥준공 소재지 변경(서울시 강남구 언주로 329)
- 1997.02.08: 본사사옥 증축(64.03㎡)
- 1998.03.14: I.S.O 9001 인증 획득
- 1999.07.22: 최대주주 변동(박종웅 40.83%)
- 2007.10.02: 2007 한국건축문화대상 우수상 수상
- 2013.06.18: 대통령단체표창
- 2014.05.16: 액면분할 변경상장(액면가 500원)
- 2016.06.09: I.S.O 14001 인증 획득
- 2023.03.17:  I.S.O 45001 인증 획득
- 2024.03.04: 납세자의날 재정기획부장관 표창

## 테마주
유승민 전의원과 대표이사 모두 위스콘신대학교 대학원 박사과정을 수료하여 유승민 테마주로 여겨지고 있다.